# БелКА
БелКА (абревіатура від біл. Беларускі касмічны апарат — Білоруський космічний апарат) — білоруський космічний апарат дистанційного зондування Землі, створений російським підприємством РКК «Енергія» на базі універсальної космічної платформи «Вікторія» на замовлення Національної академії наук Білорусі.
Перший запуск відбувся 26 липня 2006 року на Байконурі і був невдалим через аварію ракети-носія «Дніпро».
Другий білоруський супутник (БелКА-2) дистанційного зондування Землі був запущений в 2012 році. У перспективі планується створити угруповання супутників для використання в інтересах Союзної держави.

## Історія створення «БелКА»
Проект першого білоруського супутника розпочався у 2003 році. Космічний апарат «БелКА» планувалося зробити елементом білорусько-російського угруповання супутників дистанційного зондування Землі. Дані необхідні для роботи МНС, Мінприроди, Мінтрансу та інших зацікавлених відомств. З російської сторони угруповання повинні представляти супутники «Монітор» і «Бауманець».
Призначення апарата:
- контроль відновлюваних та природних ресурсів
- контроль за землекористуванням і сільськогосподарським виробництвом
- визначення площ, перспективних для пошуку корисних копалин
- контроль ресурсів і екології шельфу (для зарубіжних замовників)
- контроль надзвичайних ситуацій
- екологічний контроль навколишнього середовища
- оновлення топографічних карт

Орбіта супутника масою 750 кг колова, сонячно-синхронна, висота 506 км, нахилення — 97,6°. «БелКА» повинен облітати за добу всю поверхню Землі, в тому числі Білорусь. Знімки, отримані з борту космічного апарата, дадуть можливість розглянути об'єкти на земній поверхні в панхроматичному режимі (один канал) з роздільною здатністю 2-2,5 метра і в багатоканальному режимі (4 канали) з роздільною здатністю 10 метрів. Оптикоелектронну апаратуру космічного апарата загальною вагою 150-200 кг виготовили білоруські підприємства — «Пеленг», Інститут кібернетики та ряд інших колективів.
Хронологія створення супутника:
- середина 2003 - початок розробки
- 3 листопада 2003 - узгодження технічних завдань на КА та його системи, визначення обсягу експериментальної відпрацювання
- 12 січня 2004 - контракт на створення КА "БелКА" між ЗАТ "ЦНДІМАШ-Експорт" і РКК "Енергія"
- лютий 2004 - випуск ескізного проекту КА
- 22-23 березня 2004 - захист ескізного проекту Національної академії наук Білорусі і ВАТ "Пеленг"
- середина 2004 - завершення випуску конструкторської документації на КА
- листопад 2004 - випробування динамічного макета КА
- початок 2004 - листопад 2004 - виготовлення корпусу літального апарата
- 4 лютого 2005 - 11 травня 2006 - всебічні випробування КА

10 травня 2006 у Федеральному космічному агентстві відбулося засідання Державної комісії, на якій було прийнято рішення про вивезення космічного апарата «БелКА» на космодром Байконур. Супутник був доставлений туди 11 травня. Спочатку кластерний запуск (разом з апаратами Бауманець, УніСат-4 та ін) за допомогою ракети-носія «Дніпро» було заплановано провести 28 червня, проте 13 червня було оголошено, що у зв'язку з несправністю в бортовому цифровому обчислювальному комплексі ракети-носія прийнято рішення про її заміну. Операція по заміні РН в шахтній пусковій установці займе до шести днів, після чого буде знову проведено повний цикл перевірок. Новою датою запуску було названо 26 липня. До цієї дати на Байконур прибув Президент Білорусі — Олександр Лукашенко. Запуск відбувся в 23:43 за московсбким часом, однак на 73-й секунді польоту сталося аварійне відключення двигунів ракети. Фрагменти ракети з супутниками впали в пустельній місцевості на півдні Казахстану, при цьому ніхто не постраждав. Для з'ясування причин аварії була сформована аварійна комісія, яка провела розслідування.

## Висновки аварійної комісії
| Ліві лапки | Як заявив ... журналістам керівник комісії, генеральний директор ЦНДІМаш Микола Анфімов, комісія встановила, що «безпосередньою причиною аварії стало порушення роботи гідроприводу четвертого двигуна першого ступеня».Н. Анфімов нагадав, що управління вектором тяги першої ступені здійснюється хитанням сопел двигунів. «Протягом 0,27 секунди не працював гідропривід одного з двигунів. Виникло велике збурення по обертанню. І хоча через 0,27 робота гідроприводу відновилася, процес розгойдування ракети був запущений, і через 2 секунди гіроскоп сів на упори і видав команду на аварійне вимкнення двигуна. Це сталося на 73 секунді польоту », - сказав він. ... Висновок комісії такий: відключення гідроприводу сталося через підвищення температури робочого тіла, яким є один з компонентів ракетного палива - гептил. За словами Н.Анфімова, встановлена і причина перегріву гептилу: при підйомі ракети відбувається перетин реактивних струменів чотирьох двигунів, в результаті чого виникає висхідний потік продуктів горіння. Цей потік має утримувати ізоляція. «Судячи з усього, у ракети був невиявлений дефект при нанесенні ізоляції. Тому рекомендація міжвідомчої комісії - при використанні балістичних ракет РС-20 як ракет-носіїв вони повинні проходити додаткову перевірку», - сказав Н.Анфімов. | Праві лапки |

## Страхування, розмір шкоди, страхове відшкодування
Страховником супутника виступала білоруська страхова компанія «Промтрансінвест», страховий збиток був оцінений в $16,01 млн.
Ризик втрати або пошкодження супутника БелКА був перестрахований на білоруському страховому ринку, серед перестраховиків компанії «Белгосстрах» ($5,9 млн.), «Белнєфтєстрах» ($395,7 тис.), «Купала» ($50 тис.), «Багач» ($305,4 тис.), «Белексімгарант» ($576,2 тис.), «Белінгострах» ($486,1 тис.), «Белвнешстрах» ($179 тис.), «Таск» ($489,9 тис.), «Бі енд Бі іншуренс» ($941,3 тис.), «Промтрансінвест» ($490 тис.). Інша частина ризику (близько $6,2 млн.) була розміщена в російських і західних страхових і перестрахувальних компаніях. Так, на частку німецької перестрахувальної компанії Munich Re припала частка в $4,17 млн., на російську страхову компанію «РОСНО» — $1,7 млн.. 
Вторинне перестрахування (ретроцесія) також в помітному обсязі здійснювалось на страхових ринках Білорусі та Росії. Так, велику частку (500 тис. доларів США) виплатила страхова компанія «СОГАЗ», яка отримала цей ризик від «РОСНО». Брала участь у перестрахуванні ризику також російська страхова компанія «Російський страховий центр» .
Страхова виплата була здійснена в повному обсязі в тому ж 2006 році.